# Jörgen Augustsson
Jörgen Augustsson (* 28. října 1952, Mala) je bývalý švédský fotbalista, obránce. Po skončení aktivní kariéry působil jako trenér.

## Fotbalová kariéra
Začínal ve Švédsku v týmu Åtvidabergs FF, se kterým získal dva mistrovské tituly. Dále hrál ve švédské lize za tým Landskrona BoIS, odkud se po pěti sezónách vrátil do Åtvidabergs FF. V Poháru mistrů evropských zemí nastoupil v 8 utkáních a v Poháru UEFA nastoupil ve 4 utkáních. Za švédskou fotbalovou reprezentaci nastoupil v letech 1974–1977 v 18 utkáních. Byl členem švédské fotbalové reprezentace na Mistrovství světa ve fotbale 1974, nastoupil ve 3 utkáních. 

## Ligová bilance
| Ročník                 | Zápasy | Góly | Klub            |
| ---------------------- | ------ | ---- | --------------- |
| 1. švédská liga 1972   | 3      | 0    | Åtvidabergs FF  |
| 1. švédská liga 1973   | 24     | 0    | Åtvidabergs FF  |
| 1. švédská liga 1974   | 26     | 0    | Åtvidabergs FF  |
| 1. švédská liga 1975   | 22     | 0    | Åtvidabergs FF  |
| 1. švédská liga 1976   | 24     | 0    | Landskrona BoIS |
| 1. švédská liga 1977   | 23     | 0    | Landskrona BoIS |
| 1. švédská liga 1978   | 24     | 0    | Landskrona BoIS |
| 1. švédská liga 1979   | 26     | 0    | Landskrona BoIS |
| 1. švédská liga 1980   | 26     | 0    | Landskrona BoIS |
| 1. švédská liga 1981   | 24     | 0    | Åtvidabergs FF  |
| 1. švédská liga 1982   | 22     | 0    | Åtvidabergs FF  |
| 2. švédská liga 1983   | 22     | 0    | Åtvidabergs FF  |
| 2. švédská liga 1984   | 25     | 1    | Åtvidabergs FF  |
| 2. švédská liga 1985   | 21     | 0    | Åtvidabergs FF  |
| 2. švédská liga 1986   | 19     | 0    | Åtvidabergs FF  |
| CELKEM 1. švédská liga | 246    | 1    |                 |